# میخیلو رایاشکو
میخیلو رایاشکو (اوکراینی: Михайло Вікторович Ряшко؛ زادهٔ ۵ نوامبر ۱۹۹۶) بازیکن فوتبال اهل اوکراین است.
از باشگاه‌هایی که در آن بازی کرده‌است می‌توان به باشگاه فوتبال اوورلا اوژهورود اشاره کرد.